# L'Idée du pharmacien
L'Idée du pharmacien est un film muet français réalisé par Louis Feuillade, sorti en 1909.

## Distribution
- Alice Tissot
- Maurice Vinot
- Renée Carl